# Gaura coccinea
La linda tarde, hierba del golpe o Gaura coccinea es una especie de planta fanerógama perteneciente a la familia Onagraceae. 

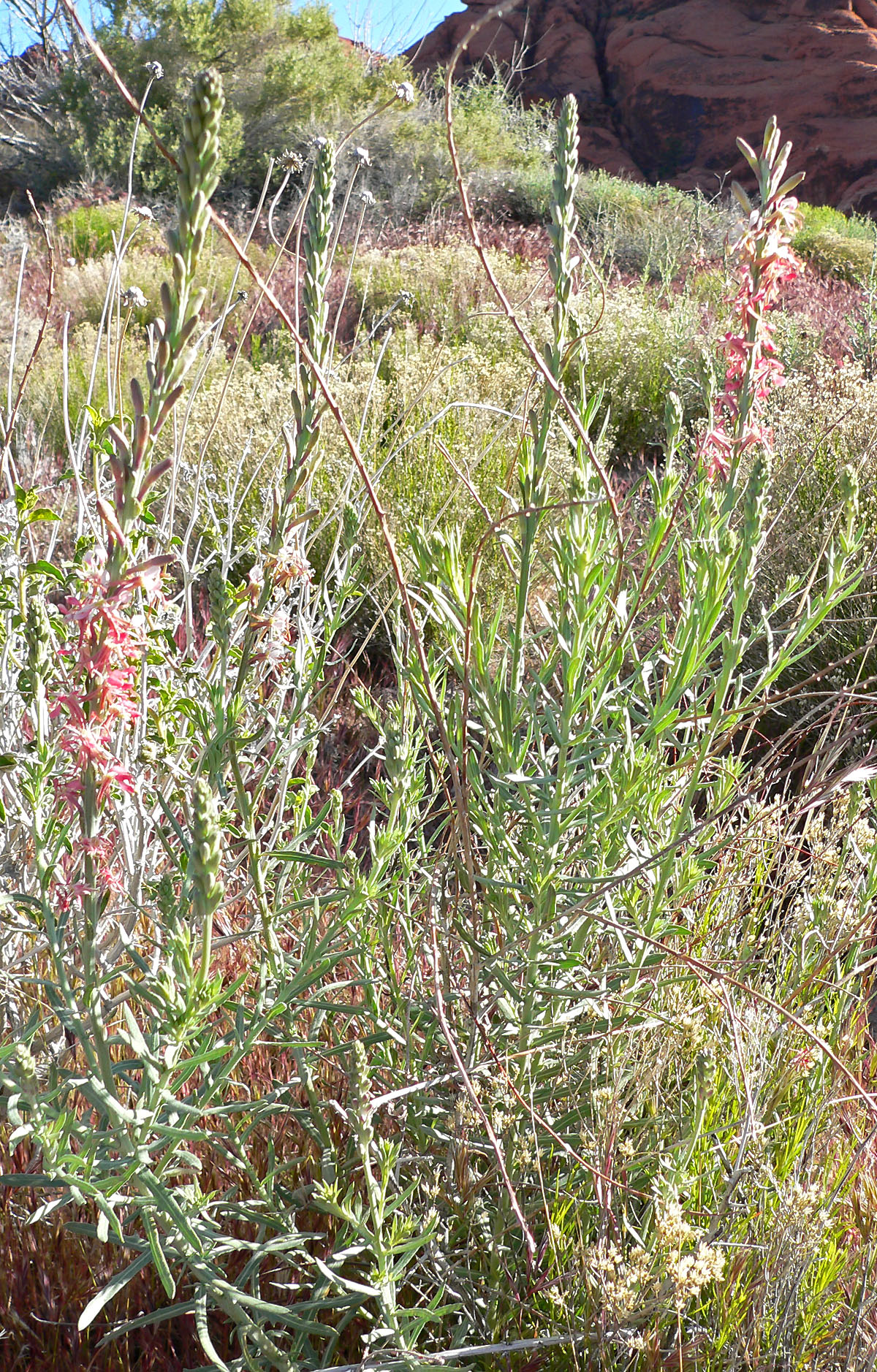
Vista de la planta

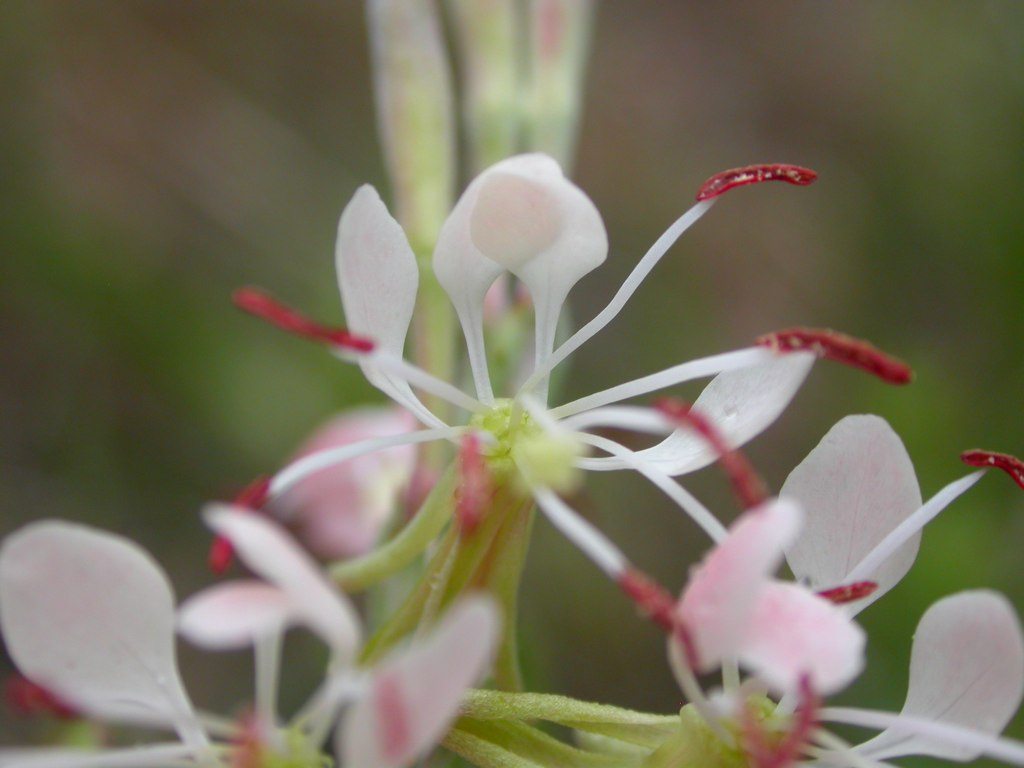
Detalle de las flores

## Distribución y hábitat
Es nativa de la mayor parte de América del Norte, especialmente las secciones occidentales y centrales. Se puede encontrar en muchos hábitats, y de vez en cuando es una maleza urbana. 

## Descripción
Es una hierba perenne que crece desde una base leñosa con raíces fuertes. Los tallos pueden llegar desde los 10 centímetros de altura a más de un metro y en expansión, y a menudo están cubiertos de pequeños pelos, rígidos. Los tallos son delgados para gruesos y están cubiertos de hojas en forma lineal a un tanto en forma de óvalo con entre seis y cincuenta y nueve centímetros de largo. En lo alto de los tallos se encuentran las inflorescencias de varias flores cada una. La flor tiene cuatro largos y rígidos sépalos que se abren y se apartan de la flor para retirarse pegados hacia el tallo. Tiene cuatro pétalos en forma de cuchara que son de color blanco a amarillento y pueden volverse de color rosado con la edad. Cada flor tiene ocho largos estambres de color rojo, rosado o anteras amarillentas dispuestas alrededor de un largo estigma . El fruto es una cápsula leñosa de un centímetro de largo.
ño, y se seca para un uso posterior.

## Propiedades
Es común su uso en contusiones, sobre las que se aplican fomentos con el cocimiento de toda la planta. Para sanar golpes internos, se bebe el cocimiento mezclado con guaje cirial (sp. n/r), álamo macho (Populus sp.) y palo colorado (Quercus eduardii).
Otros usos medicinales que se le asignan a esta especie son: para lavar heridas, contra gastritis y mordedura de víbora.

## Taxonomía
Gaura coccinea fue descrita por Nutt. ex Pursh y publicado en Flora Americae Septentrionalis; or, . . . 2: 733. 1814[1813].
Sinonimia
- Gaura bracteata Ser.
- Gaura epilobioides Kunth
- Gaura glabra Lehm.
- Gaura induta Wooton & Standl.
- Gaura linearis Wooton & Standl.
- Gaura marginata Lehm.
- Gaura multicaulis Raf.
- Gaura odorata Lag.
- Gaura parvifolia Torr.
- Gaura spicata Sessé & Moç.
- Gaura suffrutescens Moç. & Sessé ex Ser.
- Oenothera suffrutescens (Ser.) W.L. Wagner & Hoch
- Schizocarya kunthii Spach[3]